# Bumi Restu (Palas)
Bumi Restu is een bestuurslaag in het regentschap Lampung Selatan van de provincie Lampung, Indonesië. Bumi Restu telt 4584 inwoners (volkstelling 2010).